# Ian Gough
Ian Mervyn Gough (Pontypool, 10 novembre 1976) è un rugbista a 15 gallese che copre il ruolo di seconda linea.